# Museumsradweg
Der Museumsradweg von Weil der Stadt nach Nürtingen verläuft durch das Würmtal und das Aichtal. 52 km Radstrecke führen an kulturellen, musealen und heimatgeschichtlichen Attraktionen vorbei. Es gibt ein Leitsystem mit eigenem Logo. Der Museumsradweg verbindet den Würmtal-Radweg, den Hohenzollern-Radweg und den Neckartal-Radweg. Zwischen Weil der Stadt und Holzgerlingen ist er identisch mit dem Würmtal-Radweg.

## Museen an der Strecke
- Weil der Stadt: Keplermuseum, Narrenmuseum, Stadtmuseum, Puppenmuseum
- Grafenau: Galerie Schlichtenmaier, Heimatmuseum
- Holzgerlingen: Heimatmuseum
- Schönaich: Heimatmuseum
- Waldenbuch: Museum Ritter, Museum der Alltagskultur
- Aichtal Neuenhaus: Häfnermuseum
- Aichtal Aich: Heimatmuseum
- Aichtal Grötzingen: Bäckereimuseum, Schulmuseum
- Nürtingen: Sammlung Domnick, Ruoff-Stiftung, Stadtmuseum, Römischer Gutshof Villa Rustica